# Agnès Raharolahy
Agnès Raharolahy (née le 7 novembre 1992 à Alençon) est une athlète française d'origine malgache, spécialiste du 400 mètres, du 800 mètres et du relais 4 × 400 mètres.
Avec le relais 4 x 400 m, elle est notamment championne d'Europe en plein air en 2014 à Zurich et championne d'Europe en salle en 2015 à Prague. 

## Biographie
Ainsi que Floria Gueï, elle fut étudiante au lycée Saint-Joseph du Loquidy, à Nantes. Agnès Raharolahy est diplômée de l'École supérieure du professorat et de l'éducation (ESPE) de Nantes. Lors de ses études, elle a bénéficié du dispositif sport de haut niveau de l'Université de Nantes, lui permettant de combiner études et entraînement de pointe.
En 2013, elle empoche la médaille de bronze du relais 4 × 400 mètres lors des Championnats d'Europe espoirs de Tampere en Finlande. Elle participe ensuite aux Jeux méditerranéens, à Mersin en Turquie, et s'adjuge la médaille de bronze du 400 m, derrière les Italiennes Chiara Bazzoni et Maria Benedicta Chigbolu, en portant son record personnel à 52 s 90.
Le 17 août 2014, elle remporte la médaille d'or du relais 4 × 400 mètres en finale des Championnats d'Europe d'athlétisme de Zürich, en 3 min 24 s 27, en compagnie de Marie Gayot, Muriel Hurtis, et Floria Guei.
Le 8 mars 2015, Agnès s'adjuge la médaille d'or du relais 4 × 400 mètres à l'occasion des championnats d'Europe en salle d'athlétisme de Prague, en compagnie de Floria Guei, Elea Mariamma Diarra et Marie Gayot, en 3 min 31 s 61. En août, lors des championnats du monde de Pékin, Agnès est qualifiée avec l'équipe de France sur le relais 4 × 400 mètres, mais chute à la suite d'une bousculade avec l'athlète du Nigeria alors qu'elle était en troisième position. L'équipe de France termine septième de la finale en 3 min 26 s 45.
Le 10 juillet 2016, Raharolahy décroche la médaille d'argent des Championnats d'Europe d'Amsterdam grâce à sa participation aux séries du 4 × 400 mètres.
En 2017, elle fait encore partie de relais finalistes dans les compétitions internationales.
En 2018, elle termine, en 52 s 94, cinquième, mais première française, de l'épreuve du 400 mètres du meeting de Marseille disputé le 18 juin. Le 30 juin suivant, elle enlève la médaille d'argent du relais 4 × 400 mètres, en compagnie d'Amandine Brossier, Cynthia Anaïs et Elea Mariamma Diarra, disputé lors de la 18e édition des Jeux méditerranéens à Tarragone.
Lors des Championnats d'Europe disputés à Berlin en août 2018, l'athlète ligérienne participe aux qualifications et à la finale du relais 4 × 400 mètres : elle décroche la médaille d'argent de la discipline, avec Elea Mariamma, Diarra, Déborah et Floria Gueï, derrière l'équipe polonaise.
Après avoir été championne de France en salle en 2017 à Bordeaux sur le 400 mètres et vice-championne de France sur cette même distance en 2015 et 2016, Agnès Raharolahy est de nouveau deuxième lors de l'édition 2019, dans la nouvelle enceinte de Miramas, dans le temps de 52 s 57.
Le 3 mars 2019, elle est la quatrième relayeuse du relais national qui termine à la quatrième place de la finale du 4 × 400 mètres des championnats d'Europe disputés en terre écossaise.
A la fin de la saison 2021, Agnès Raharolahy décide de changer de distance pour passer au 400 m haies puis au 800 m. Sur cette dernière distance, elle court en moins de 2 minutes (1'59''59) à l'été 2022, ce qui lui permet de se qualifier pour les championnats d'Europe de Munich, où elle est éliminée dès les séries. 
Lors des championnats d'Europe en salle d'Istanbul en mars 2023, elle parvient à arracher, dans l'épreuve du 800 m,  la médaille de bronze en 2 min 00 s 85, derrière la Britannique Keely Hodgkinson et la Slovène Anita Horvat. Il s'agit de sa première médaille individuelle en grands championnats.

## Palmarès
| Date | Compétition                       | Lieu        | Résultat | Épreuve   | Temps         |
| ---- | --------------------------------- | ----------- | -------- | --------- | ------------- |
| 2013 | Championnats d'Europe espoirs     | Tampere     | 3e       | 4 × 400 m | 3 min 30 s 64 |
| 2013 | Jeux méditerranéens               | Mersin      | 3e       | 400 m     | 52 s 90       |
| 2014 | Relais mondiaux de l'IAAF         | Nassau      | 4e       | 4 × 400 m | 3 min 25 s 84 |
| 2014 | Championnats d'Europe par équipes | Brunswick   | 3e       | 4 × 400 m | 3 min 28 s 35 |
| 2014 | Championnats d'Europe             | Zurich      | 1re      | 4 × 400 m | 3 min 24 s 27 |
| 2015 | Championnats d'Europe en salle    | Prague      | 1re      | 4 × 400 m | 3 min 31 s 61 |
| 2015 | Championnats d'Europe par équipes | Tcheboksary | 2e       | 4 x 400 m | 3 min 28 s 84 |
| 2015 | Championnats du monde             | Pékin       | 6e       | 4 x 400 m | 3 min 26 s 45 |
| 2016 | Championnats d'Europe             | Amsterdam   | 2e       | 4 x 400 m | séries        |
| 2017 | Championnats d'Europe en salle    | Belgrade    | 5e       | 4 x 400 m | 3 min 33 s 61 |
| 2017 | Relais mondiaux de l'IAAF         | Nassau      | 8e       | 4 x 400 m | 3 min 35 s 03 |
| 2017 | Championnats d'Europe par équipes | Lille       | 5e       | 4 x 400 m | 3 min 29 s 09 |
| 2017 | Championnats du monde             | Londres     | 4e       | 4 x 400 m | 3 min 26 s 56 |
| 2018 | Jeux méditerranéens               | Tarragone   | 2e       | 4 x 400 m | 3 min 29 s 76 |
| 2018 | Championnats d'Europe             | Berlin      | 2e       | 4 x 400 m | 3 min 27 s 17 |
| 2019 | Championnats d'Europe en salle    | Glasgow     | 4e       | 4 × 400 m | 3 min 32 s 12 |
| 2023 | Championnats d'Europe en salle    | Istanbul    | 3e       | 800 m     | 2 min 00 s 85 |

## Records
| Épreuve       | Épreuve   | Temps              | Lieu         | Date              |
| ------------- | --------- | ------------------ | ------------ | ----------------- |
| 400 m         | Plein air | 52 s 23            | Genève       | 6 juin 2015       |
| 400 m         | En salle  | 52 s 57            | Miramas      | 17 février 2019   |
| 800 m         | Plein air | 1 min 59 s 59      | Caen         | 26 juin 2022      |
| 800 m         | En salle  | 2 min 00 s 83      | Val-de-Reuil | 4 février 2023    |
| 4 x 400 m     | Plein air | 3 min 24 s 27      | Zürich       | 17 août 2014      |
| 4 x 400 m     | En salle  | 3 min 31 s 61      | Prague       | 8 mars 2015       |
| 4 x 400 mixte | Plein air | 3 min 17 s 17 (NR) | Doha         | 28 septembre 2019 |